# Grzegorz Skrukwa
Grzegorz Skrukwa (ur. 1975) – polski historyk, dr hab. nauk humanistycznych, profesor nadzwyczajny na Wydziale Historii Uniwersytetu im. Adama Mickiewicza w Poznaniu, instruktor Związku Harcerstwa Polskiego w stopniu podharcmistrza.

## Życiorys
7 listopada 2005 obronił pracę doktorską Formacje wojskowe ukraińskiej „rewolucji narodowej” 1914-1921, 27 czerwca 2017 habilitował się na podstawie pracy zatytułowanej O Czarnomorską Ukrainę: procesy narodowotwórcze w regionie nadczarnomorskim do 1921 roku w ukraińskiej perspektywie historycznej. Otrzymał nominację profesorską. Został zatrudniony na stanowisku adiunkta w Instytucie Historii i Stosunków Międzynarodowych na Wydziale Humanistycznym Uniwersytetu Szczecińskiego.
Objął funkcję profesora nadzwyczajnego na Wydziale Historii Uniwersytetu im. Adama Mickiewicza w Poznaniu.
Redaktor naczelny niezależnego ogólnopolskiego pisma „Harcerz Rzeczypospolitej”, współpracownik czasopisma „Czuwaj”, uhonorowany przez Naczelnika ZHP Medalem Pamiątkowym XXV-lecia „Czuwaj”. Wieloletni drużynowy 11 Poznańskiej Drużyny Harcerzy „Tajga” im. Michała Grażyńskiego i komendant Szczepu „Leśni” należącego do Hufca ZHP Poznań Nowe Miasto im. Bolesława Chrobrego; członek Komisji Historycznej Chorągwi Wielkopolskiej ZHP im. Powstańców Wielkopolskich 1918/1919.